# Internationaux de Strasbourg 1996
Internationaux de Strasbourg 1996 — жіночий тенісний турнір, що проходив на відкритих кортах з ґрунтовим покриттям у Страсбургу, Франція. Належав до турнірів 3-ї категорії в рамках Туру WTA 1996. Відбувсь удесяте і тривав з 20 до 25 травня 1996 року. Третя сіяна Ліндсі Девенпорт здобула титул в одиночному розряді.

## Фінальна частина

### Одиночний розряд
Ліндсі Девенпорт —  Барбара Паулюс 6–3, 7–6(8–6)
- Для Девенпорт це був 2-й титул за сезон і 12-й — за кар'єру.

### Парний розряд
Яюк Басукі /  Ніколь Брандтке —  Маріанн Вердел-Вітмаєр /  Тамі Вітлінгер-Джонс 5–7, 6–4, 6–4
- Для Басукі це був 2-й титул за сезон і 11-й — за кар'єру. Для Брандке це був єдиний титул за сезон і 12-й — за кар'єру.